# Koppenberg
El Koppenberg és un turó que s'eleva fins al 78 metres sobre el nivell del mar, a la localitat de Melden, que pertany al municipi d'Oudenaarde, a Flandes Oriental, Bèlgica.
Aquesta ascensió forma part del Tour de Flandes i és temut pel seu pendent del 10,8% de mitjana i pendents màxims de fins al 22% en els seus 600 metres de recorregut. A més el ferm és de pavès, cosa que en dificulta en extrem la seva ascensió i sovint els ciclistes han de posar peu a terra. Amb tot, entre 1988 i 2001 no en formà part per les queixes dels ciclistes i pel seu deteriorament. Una cara rehabilitació del tram de 150.000 euros va permetre que el 2002 tornés a ser inclòs en el recorregut del Tour de Flandes.